# St. Jakob (Ostrov)

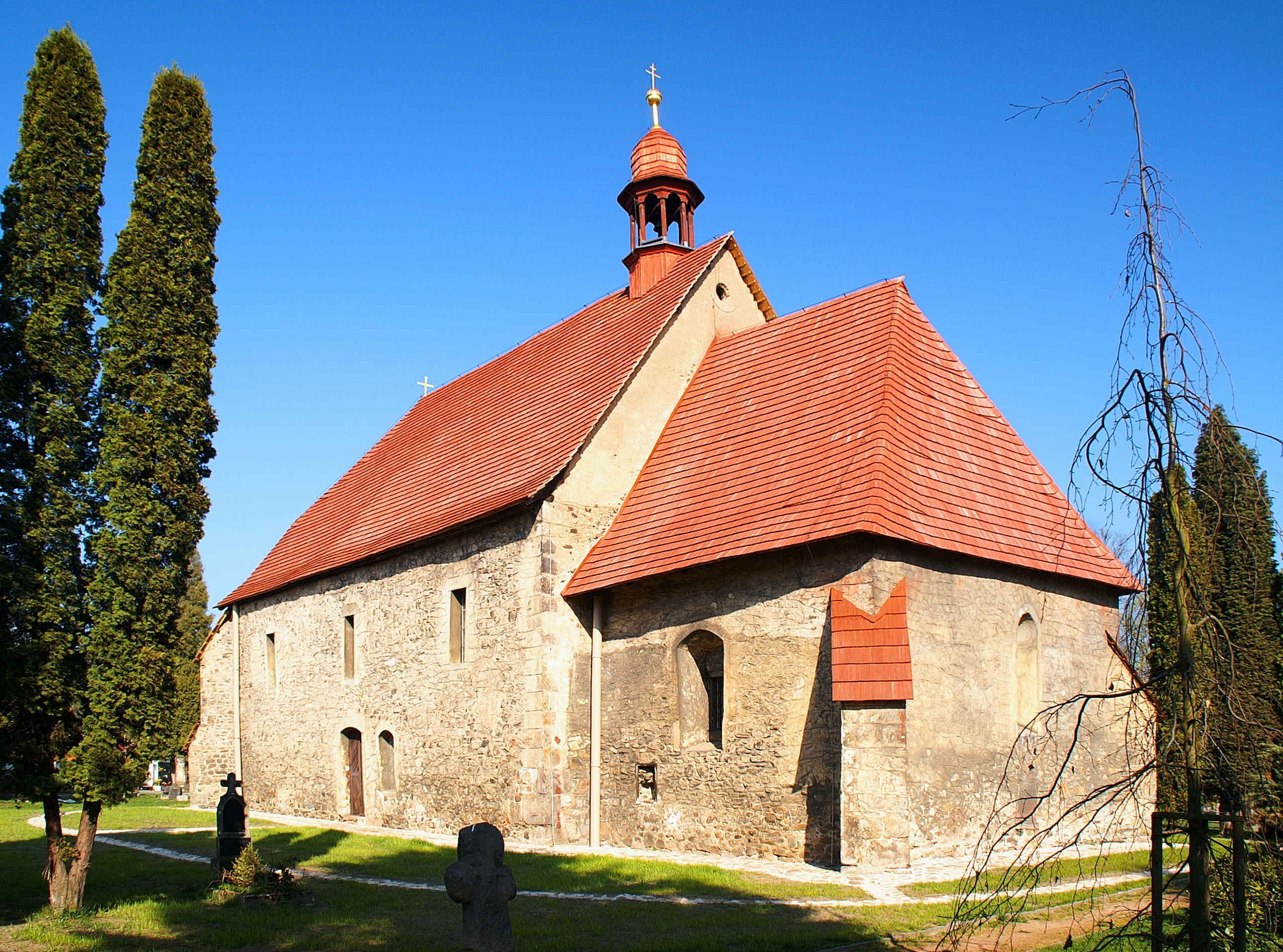
St. Jakob in Ostrov

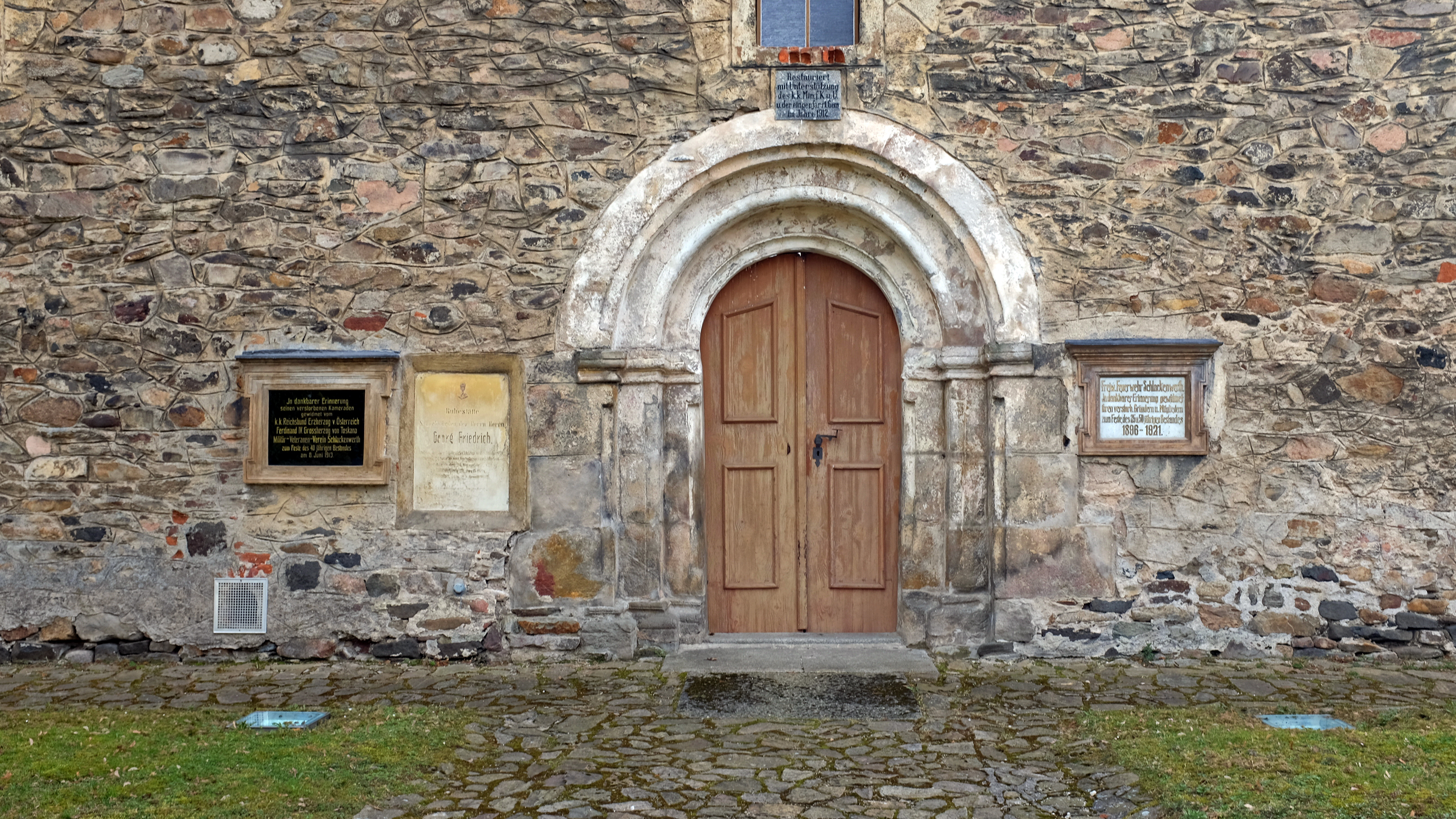
Rundbogenportal

Die römisch-katholische Friedhofskirche St. Jakob (tschechisch kostel sv. Jakuba Většího) in Ostrov (deutsch Schlackenwerth) zählt zu den ältesten und bedeutendsten Baudenkmälern der Karlsbader Region.

## Geschichte

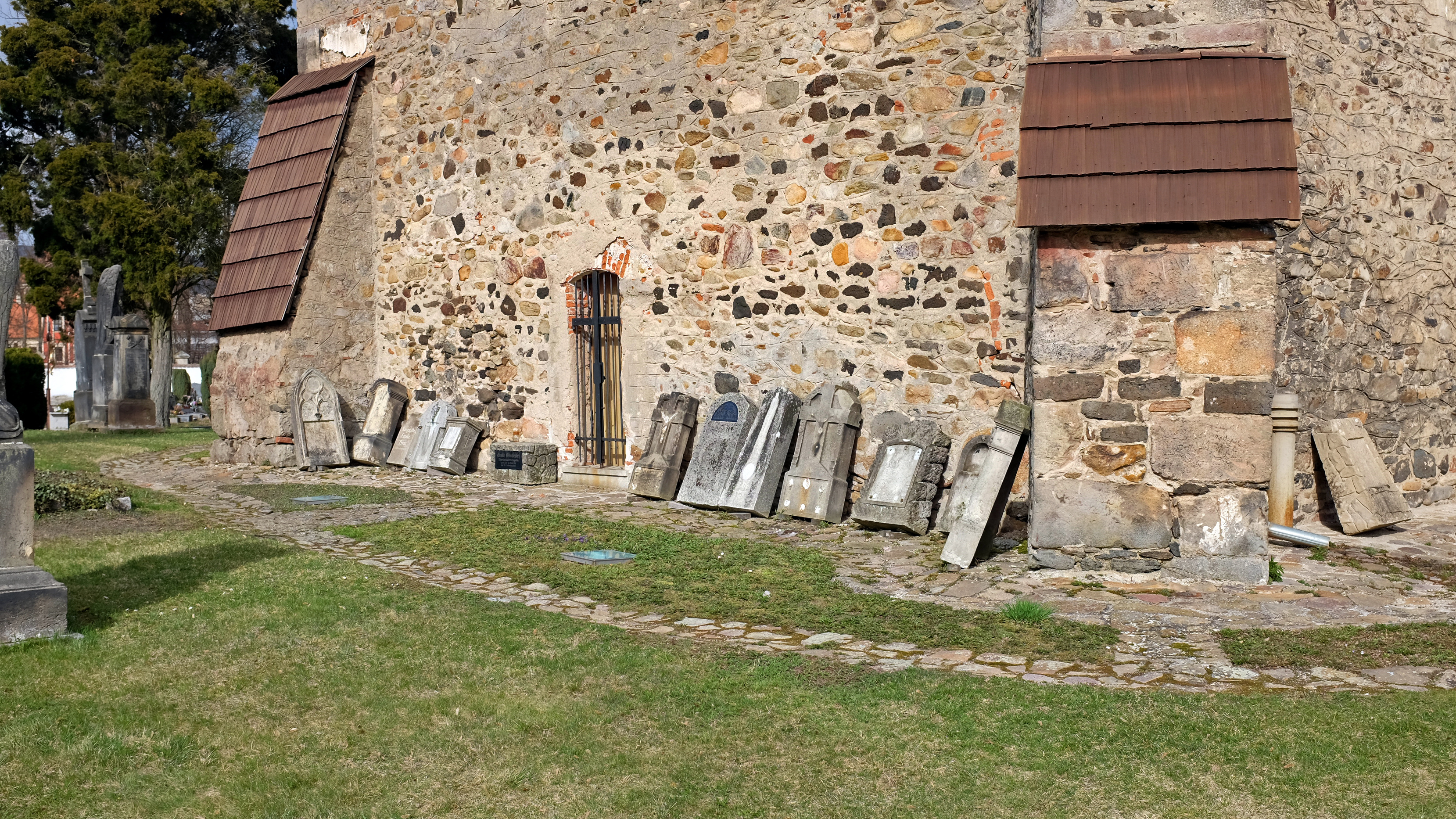
Grabsteine an der Außenwand

Die nach alter Überlieferung 1226 eingeweihte Kirche erhebt sich südwestlich von Ostrov auf einem Hügel außerhalb der heutigen Stadt, am rechten Ufer des Flusses Bystřice. Sie markiert die Stelle, an der sich die slawische Vorgängersiedlung des heutigen Schlackenwerths befand. Von ihr zeugt heute nur noch die Kirche, die nach der Verlegung der Stadt an die heutige Stelle zur Friedhofskirche umfunktioniert wurde. Darauf ging die pfarrrechtliche Funktion auf die im Stadtzentrum errichtete Kirche des hl. Erzengels Michael über, die bereits 1384 als solche bezeichnet wurde. Durch Umbauten und Erweiterungen verlor der Sakralbau im Laufe der Jahrhunderte seine ursprüngliche romanische Gestalt. Der Plan eines Chorturms wurde nicht verwirklicht. 
Der Kirchenchronik zufolge wurde die vernachlässigte Kirche 1606 umgebaut, das Dach neu gedeckt und die Fenster vergrößert. 1909 strebten die staatlichen Stellen eine Sanierung des baufälligen Gebäudes an. Wie aus einem Gedenkstein hervorgeht, erfolgte diese 1912 mit Unterstützung des k. k. Ministeriums und der eingepfarrten Gemeinden. Nach der Vertreibung der deutschen Bevölkerung nach 1945 blieb die Kirche ungenutzt und verfiel erneut. Durch Vandalismus ging der größte Teil der Ausstattung verloren. Seit dem 3. Mai 1958 steht das Gebäude in der Liste der staatlichen Kulturdenkmäler. Die Stadtgemeinde nahm in jüngerer Zeit eine aufwendige Restaurierung im Inneren wie Äußeren vor. Die Kirche wird heute nur für besondere Anlässe genutzt.

## Beschreibung

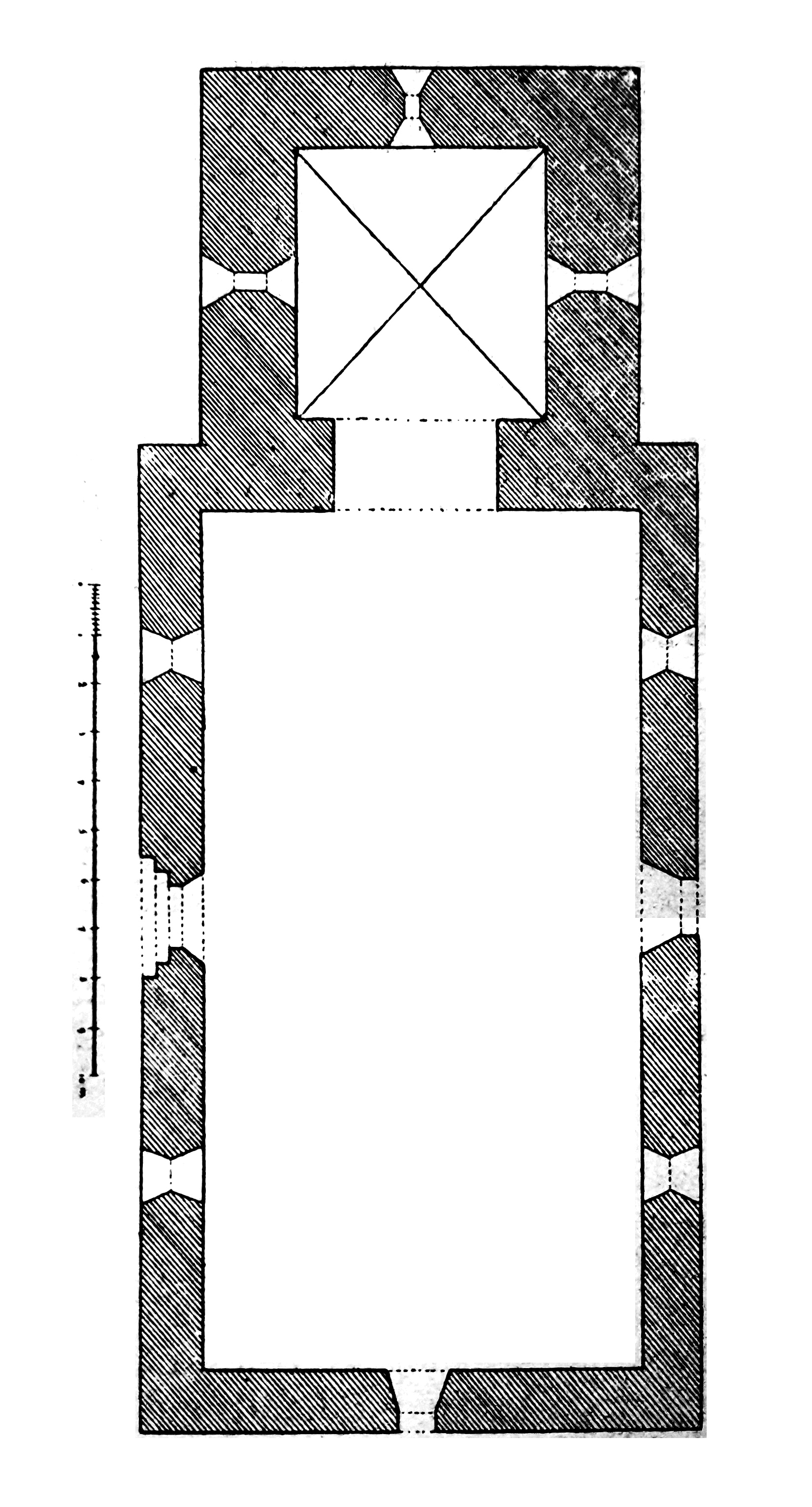
Grundriss

Es handelt sich um ein einschiffiges Gebäude mit einem Chor aus Granitstein über einem quadratischen Grundriss. Auf dem mit Schindeln gedeckten Walmdach des Langhauses sitzt ein Dachreiter. Auf der Nordseite befindet sich ein spätromanisches Rundbogenportal. Der Innenraum ist im Chor mit einem Kreuzgewölbe und im Langhaus mit einer Holzdecke und an den Ecken mit Strebepfeilern versehen. Im 17. und 18. Jahrhundert erhielt St. Jakob eine frühbarocke Ausstattung, eine Kanzel, einen Hauptaltar und zwei Seitenaltäre. Davon erhalten blieben der Choraltar und die Kanzel. Die Kirchenbestuhlung und andere Gegenstände gingen verloren. Das Altarblatt stellt den hl. Jakob dar. 

## Umgebung
Die Kirche wird von einem alten Friedhof mit einer Umfassungsmauer umschlossen. Auf ihm befinden sich noch einige deutsche Grabsteine und mittelalterliche Sühnekreuze. Die von der Stadtgemeinde geplante Instandsetzung der historischen Gräber sollte 2021 vom Deutsch-Tschechischen Zukunftsfonds bezuschusst werden.